# Saint-Joseph-de-Kamouraska
Saint-Joseph-de-Kamouraska es un municipio parroquial canadiense situado en la provincia de Quebec.

## Superficie
Saint-Joseph-de-Kamouraska tiene una superficie de 84,96 km².

## Demografía
En 2021, tenía 398 habitantes, una densidad poblacional de 4,7 hab./km², y 176 viviendas.